# Vladislavci
 Vladislavci  è un comune della Croazia di 2 124 abitanti della Regione di Osijek e della Baranja.